# Centrale nucléaire de Brunsbüttel
Pour les articles homonymes, voir KKB.
La centrale nucléaire de Brunsbüttel (en allemand, Kernkraftwerk Brunsbüttel ou KKB) est une ancienne centrale à l'arrêt située dans l'arrondissement de Dithmarse du Schleswig-Holstein. À la fin du mois de mai 2011, les ministères de l'environnement du Land et de l'Allemagne ont conjointement décidé de fermer définitivement cette centrale.
Le réacteur de cette centrale, exploité par la société Kernkraftwerk Brunsbüttel GmbH (détenue à 66 % par Vattenfall et 33 % par E.ON), était un réacteur à eau bouillante (REB) de 771 MW, dont la construction avait démarré en 1970. Il a été mis en service en 1976 puis arrêté le 6 août 2011.

## Des incidents importants
Une explosion s'est produite le 14 décembre 2001 à Brunsbüttel. Une conduite de 10 cm de diamètre a explosé dans l'enceinte de confinement du réacteur. Destinée à refroidir le réacteur en cas d'arrêt rapide, sa rupture pouvait avoir des conséquences si elle s'était produite plus près du cœur du réacteur. L'incident a été rapporté aux autorités le 17 décembre et la fermeture du réacteur a été réalisée le 18 février. La même cause aurait causé l'explosion d'un tube du réacteur japonais d'Hamaoka. Les autorités allemandes ont ordonné à l'organisme de contrôle, la CRS, de vérifier les réacteurs similaires à Gundremmingen, Philippsburg, Krümmel et Isar.
Le réacteur de Brunsbüttel avait déjà connu des incidents en 1978 et en 1980 et il est resté fermé durant 3 ans de 1992 à 1995. D'autres incidents ont eu lieu en juin et juillet 2007 (Enerpresse n°9858).